# Bürgermeisterei Sohren

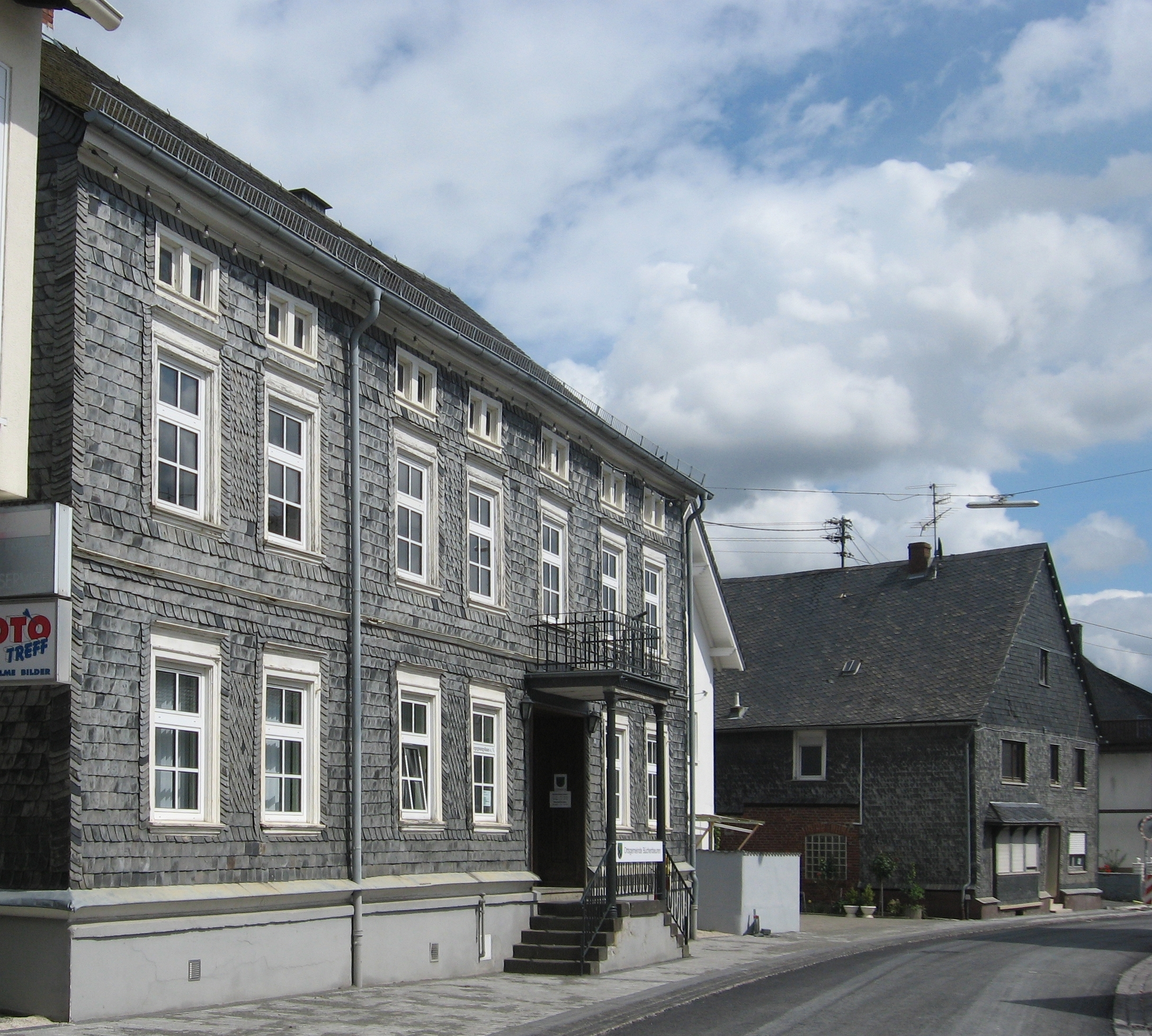
Das „Alte Amt“ in Büchenbeuren, ehemaliger Verwaltungssitz der Bürgermeisterei Sohren

Die Bürgermeisterei Sohren war eine von zunächst vier, später fünf preußischen Bürgermeistereien, in welche sich der 1816 gebildete Kreis Zell im Regierungsbezirk Koblenz verwaltungsmäßig gliederte. Von 1822 an gehörte die Region zu der in dem Jahr neu gebildeten Rheinprovinz. Der Verwaltung der Bürgermeisterei unterstanden 18 Landgemeinden. Der Verwaltungssitz war zuerst in Sohren, ab 1852 in Büchenbeuren im heutigen Rhein-Hunsrück-Kreis in Rheinland-Pfalz.
1927 wurde die Bürgermeisterei Sohren in Amt Sohren und 1939 in Amt Büchenbeuren umbenannt. Dieses ging 1968 in der Verbandsgemeinde Büchenbeuren und 1970 in der Verbandsgemeinde Kirchberg (Hunsrück) auf.

## Gemeinden und zugehörende Wohnplätze
Zur Bürgermeisterei Sohren gehörten folgende Gemeinden und Wohnplätze (Einwohnerzahlen Stand 1885):
- Altlay (549 Einwohner) mit der Krebsen-Mühle, der Linken-Mühle, der Ochsen-Mühle, der Josten-Mühle und der Klippels-Mühle
- Bärenbach (313 E.)
- Belg (201 E.) mit der Steinesmühle
- Beuren (256 E.; seit 1974 Ortsteil von Irmenach)
- Büchenbeuren (349 E.)
- Hahn (304 E.)
- Hirschfeld (262 E.)
- Irmenach (583 E.)
- Lautzenhausen (257 E.)
- Lötzbeuren (585 E.) mit der Marienheller Mühle
- Niedersohren (221 E.) mit dem Niedersohrener Hof
- Niederweiler (356 E.)
- Raversbeuren (316 E.)
- Rödelhausen (187 E.)
- Sohren (858 E.) mit der Sohrener Mühle
- Thalkleinich (99 E.; seit 1969 Ortsteil von Kleinich)
- Wahlenau (223 E.)
- Würrich (164 E.)

## Geschichte
Die Gemeinden im Bürgermeistereibezirk Sohren gehörten zum Ende des 18. Jahrhunderts zu vier unterschiedlichen Territorien, wobei der Hauptanteil auf die Vordere Grafschaft Sponheim entfiel. Im Jahr 1794 hatten französische Revolutionstruppen das Linke Rheinufer besetzt. Unter der französischen Verwaltung gehörte das Gebiet von 1798 bis 1814 zum Arrondissement Simmern (Kantone Kirchberg und Trarbach), das dem Rhein-Mosel-Departement zugeordnet war. Rödelhausen gehörte zum Arrondissement Koblenz (Kanton Zell). Nach dem Pariser Frieden (1814) wurde die Region zunächst der Gemeinschaftlichen Landes-Administrations-Kommission mit Sitz in Kreuznach unterstellt, die unter der Verwaltung von Österreich und Bayern stand.

### Bürgermeisterei Sohren

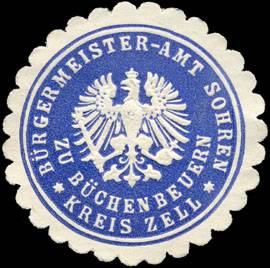
Siegelmarke des Bürgermeisteramts Sohren

Aufgrund der Beschlüsse auf dem Wiener Kongress wurde 1815 das Rhein-Mosel-Departement dem Königreich Preußen zugeordnet. Unter der preußischen Verwaltung wurden 1816 Regierungsbezirke und Kreise neu gebildet. Die Bürgermeisterei Sohren war dem Kreis Zell und dem Regierungsbezirk Koblenz (damals „Regierungsbezirk Coblenz“) in der Provinz Großherzogtum Niederrhein (1822 Rheinprovinz) zugeordnet. Die Bürgermeisterei Sohren umfasste im Wesentlichen die beiden vorherigen Mairies Sohren und Trarbach.
Zur Mairie Sohren hatten die Gemeinden Altlay, Bärenbach, Belg, Büchenbeuren, Lautzenhausen, Laufersweiler, Niedersohren, Niederweiler, Sohren und Wahlenau gehört; Laufersweiler wurde ausgegliedert und kam zur Bürgermeisterei Kirchberg im Kreis Simmern. Zur Mairie Trarbach hatten Beuren, Hahn, Hirschfeld, Irmenach (mit Thalkleinich), Lötzbeuren, Raversbeuren, Starkenburg, Traben und Trarbach gehört; die Stadt Trarbach sowie die Gemeinden Starkenburg und Traben und wurden der Bürgermeisterei Trarbach im Kreis Zell zugeordnet. Außerdem wurden der Bürgermeisterei Sohren von der Mairie Nieder Kostenz die Gemeinde Würrich und von der Mairie Blankenrath im Kanton Zell die Gemeinde Rödelhausen zugeordnet.
Der Verwaltungssitz war zunächst in der namensgebenden Gemeinde Sohren. 1852 wurde das Bürgermeisteramt von Sohren nach Büchenbeuren verlegt, der Name „Bürgermeisterei Sohren“ wurde beibehalten.

### Amt Sohren, Amt Büchenbeuren
So wie alle Bürgermeistereien in der Rheinprovinz wurde die Bürgermeisterei Sohren 1927 in „Amt Sohren“ umbenannt, 1939 erfolgte die Umbenennung in „Amt Büchenbeuren“. Hinsichtlich der zugehörenden Gemeinden ergaben sich bis 1968, im Vergleich zu 1816, keine Veränderungen.

### Verbandsgemeinde Büchenbeuren
Im Zuge der ersten rheinland-pfälzischen Verwaltungsreform wurden 1968 alle Ämter in den Regierungsbezirken Koblenz und Trier in Verbandsgemeinden umgewandelt. Aus dem Amt Büchenbeuren wurde vorübergehend die Verbandsgemeinde Büchenbeuren gebildet. Der Verbandsgemeinde gehörten die Ortsgemeinden Altlay, Bärenbach, Belg, Beuren, Büchenbeuren, Hahn, Hirschfeld, Irmenach, Lautzenhausen, Lötzbeuren, Niedersohren, Niederweiler, Raversbeuren, Rödelhausen, Sohren, Thalkleinich, Wahlenau und Würrich an. Die Gemeinde Thalkleinich wurde 1969 nach Kleinich in Form einer Neubildung eingegliedert und wechselte in die Verbandsgemeinde Bernkastel (heute Verbandsgemeinde Bernkastel-Kues) im Landkreis Bernkastel-Wittlich.
Im Jahr 1970 wurde auf der Grundlage des „Achten Landesgesetzes über die Verwaltungsvereinfachung im Lande Rheinland-Pfalz“ die Verbandsgemeinde Büchenbeuren aufgelöst. Die zugehörenden Gemeinden wurden, ebenso wie die Gemeinden der Verbandsgemeinde Gemünden, im Wesentlichen der Verbandsgemeinde Kirchberg im neu gebildeten Landkreis Simmern zugeordnet. Gegen diese Entscheidung bzw. gegen dieses Gesetz legten die Verbandsgemeinden Kirchberg und Gemünden Verfassungsbeschwerde beim rheinland-pfälzischen Verfassungsgerichtshof in Koblenz ein, die 1971 abgewiesen wurde.
Die Ortsgemeinden Beuren, Irmenach und Lötzbeuren wechselten 1970 in die Verbandsgemeinde Traben-Trarbach im Landkreis Bernkastel-Wittlich, die Ortsgemeinde Altlay in die Verbandsgemeinde Zell (Mosel) im Landkreis Cochem-Zell.

### Frühere Zugehörigkeiten
Die nachfolgende Tabelle ermöglicht einen Überblick über die vorherigen Zugehörigkeiten der Gemeinden der Bürgermeisterei Sohren:
| Gemeinde      | Territorium vor 1792                   | Kanton, Mairie vor 1815   | Kirchliche Zugehörigkeit                              |
| ------------- | -------------------------------------- | ------------------------- | ----------------------------------------------------- |
| Altlay        | Grafschaft Sponheim, Oberamt Kirchberg | Kirchberg, Sohren         | Würrich (ref.), Altlay (kath.)                        |
| Bärenbach     | Grafschaft Sponheim, Oberamt Kirchberg | Kirchberg, Sohren         | Büchenbeuren (ref.), Sohren (kath.)                   |
| Belg          | Grafschaft Sponheim, Oberamt Kirchberg | Kirchberg, Sohren         | Würrich (ref.)                                        |
| Beuren        | Grafschaft Sponheim, Oberamt Trarbach  | Trarbach, Trarbach        | Kleinich, (luth.)                                     |
| Büchenbeuren  | Grafschaft Sponheim, Oberamt Kirchberg | Kirchberg, Sohren         | Büchenbeuren (ref.), Sohren (kath.)                   |
| Hahn          | Grafschaft Sponheim, Oberamt Kirchberg | Trarbach, Trarbach        | Büchenbeuren (ref.), Altlay (kath.)                   |
| Hirschfeld    | Herrschaft Hirschfeld                  | Trarbach, Trarbach        | Kleinich (luth.), Hirschfeld (kath.)                  |
| Irmenach      | Grafschaft Sponheim, Oberamt Trarbach  | Trarbach, Trarbach        | Irmenach (luth.)                                      |
| Lautzenhausen | Grafschaft Sponheim, Oberamt Kirchberg | Kirchberg, Sohren         | Büchenbeuren (ref.), Sohren (kath.)                   |
| Lötzbeuren    | Grafschaft Sponheim, Oberamt Trarbach  | Trarbach, Trarbach        | Lötzbeuren (luth.), Lötzbeuren (kath.)                |
| Niedersohren  | Grafschaft Sponheim, Oberamt Kirchberg | Kirchberg, Sohren         | Dill (luth.), Büchenbeuren (ref.), Sohren (kath.)     |
| Niederweiler  | Grafschaft Sponheim, Oberamt Kirchberg | Kirchberg, Sohren         | Büchenbeuren (ref.), Sohren (kath.)                   |
| Raversbeuren  | Fürstentum Simmern, Oberamt Simmern    | Trarbach, Trarbach        | Raversbeuren (luth.)                                  |
| Rödelhausen   | Grafschaft Sponheim, Oberamt Kirchberg | Zell, Blankenrath         | Peterswald (kath.)                                    |
| Sohren        | Grafschaft Sponheim, Oberamt Kirchberg | Kirchberg, Sohren         | Büchenbeuren (ref.), Sohren (kath.)                   |
| Thalkleinich  | Grafschaft Sponheim, Oberamt Trarbach  | Trarbach, Trarbach        | Kleinich (luth.)                                      |
| Wahlenau      | Grafschaft Sponheim, Oberamt Kirchberg | Kirchberg, Sohren         | Kleinich (luth.), Büchenbeuren (ref.), Sohren (kath.) |
| Würrich       | Grafschaft Sponheim, Oberamt Kirchberg | Kirchberg, Nieder Kostenz | Würrich (ref.), Kappel (kath.)                        |

1. 1 2 3 4  Vordere Grafschaft Sponheim, Oberamt Kirchberg, Pflege Belg
2. 1 2 3 4 5 6 7  Vordere Grafschaft Sponheim, Oberamt Kirchberg, Pflege Sohren
3. 1 2 3 4  Hintere Grafschaft Sponheim, Oberamt Trarbach, Schultheißerei Irmenach
4. ↑  Herrschaft Hirschfeld, gehörte den Grafen Cratz von Scharfenstein
5. ↑  Vordere Grafschaft Sponheim, Oberamt Kirchberg, Unteramt Dill
6. ↑  Fürstentum Pfalz-Simmern, Oberamt Simmern, Schultheißerei Nickweiler

## Statistiken
Nach der Topographisch-Statistischen Beschreibung der Königlich Preußischen Rheinprovinzen aus dem Jahr 1830 gehörten zur Bürgermeisterei Sohren 17 Dörfer, ein einzeln stehender Hof und neun Mühlen. Im Jahr 1817 wurden insgesamt 5.059 Einwohner gezählt; 1828 waren es 5.203 Einwohner, darunter 2.577 männliche und 2.626 weibliche; 3.740 der Einwohner gehörten dem evangelischen und 1.431 dem katholischen Glauben an, 32 waren Juden. Katholische Pfarrkirchen gab es in Altlay, Büchenbeuren und Sohren, Evangelische Kirchen gab es in Irmrnach, Lötzbeuren, Raversbeuren und Würrich. Die Synagogengemeinde Soren wurde 1864 gegründet. 1843 gab es in Büchenbeuren, Hirschfeld, Irmenach, Lötzbeuren, Raversbeuren, Sohren und Würrich evangelische Schulen, katholische Schulen gab es in Altlay, Hirschfeld, Rödelhausen und Sohren.
Weitere Details entstammen dem „Gemeindelexikon für das Königreich Preußen“ aus dem Jahr 1888, das auf den Ergebnissen der Volkszählung vom 1. Dezember 1885 basiert. Im Verwaltungsgebiet der Bürgermeisterei Sohren lebten insgesamt 6.083 Einwohner in 1.283 Häusern und 1.275 Haushalten; 3.010 der Einwohner waren männlich und 3.073 weiblich. Bezüglich der Religionszugehörigkeit waren 4.424 der Einwohner evangelisch und 1.593 katholisch, die 66 Einwohner jüdischen Glaubens wohnten bis auf einen alle in Sohren.
1885 betrug die Gesamtfläche der zur Bürgermeisterei gehörenden Gemeinden 9.965 Hektar, davon waren 3.747 Hektar Ackerland, 1.513 Hektar Wiesen und 3.841 Hektar Wald.